# Siphona starkei
Siphona starkei là một loài ruồi trong họ Tachinidae.